# Pasiek (osiedle)
Pasiek (ros. Пасек) – osiedle typu wiejskiego w zachodniej Rosji, w sielsowiecie salnowskim rejonu chomutowskiego w obwodzie kurskim.

## Geografia
Miejscowość położona jest w pobliżu rzeki Niemiеda, 1 km od centrum administracyjnego sielsowietu salnowskiego (Salnoje), 10,5 km od centrum administracyjnego rejonu (Chomutowka), 125 km od Kurska.
W granicach miejscowości znajdują się ulica Ługowaja (5 posesji).

## Demografia
W 2010 r. miejscowość zamieszkiwało 12 osób.